# Grumman FF

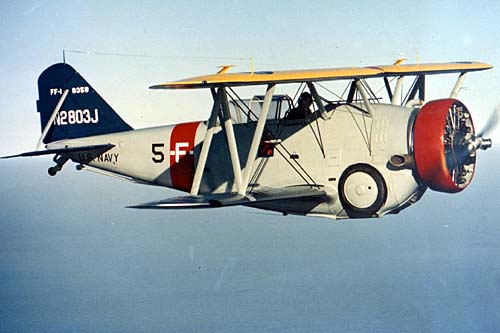
Grumman FF-1 N2803J in volo.

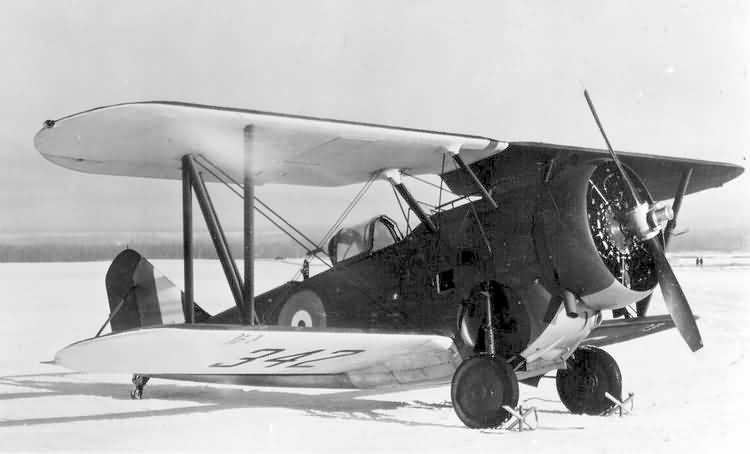
Un G23 Goblin della Royal Canadian Air Force, versione canadese costruita su licenza.

Il Grumman FF, designato ufficialmente FF-1 ma soprannominato amichevolmente "Fifi", era un monomotore biplano da caccia imbarcato prodotto dall'azienda statunitense Grumman Aircraft Engineering Corporation negli anni trenta.
Caratterizzato da un aspetto che contraddistinguerà una serie di sviluppi di caccia navalizzati statunitensi e per essere stato il primo aereo imbarcato dotato di carrello d'atterraggio retrattile, venne utilizzato principalmente dalla U.S. Navy nel periodo interbellico ed usato in combattimento dalle Fuerzas Aéreas de la República Española durante la guerra civile spagnola.

## Storia del progetto
L'FF-1 fu il primo progetto della Grumman per la fornitura di un velivolo per la U.S. Navy. Il prototipo XFF-1 (numero di serie A8878) venne realizzato dopo la stipula di un contratto di fornitura redatto il 22 aprile 1931, e portato in volo per la prima volta il 29 dicembre dello stesso anno. Il progetto riguardava un velivolo con abitacolo chiuso biposto in tandem e venne realizzato con una struttura quasi completamente metallica ad eccezione di una parte delle semiali ricoperte in tela. L'XFF-1 venne dotato inizialmente di un motore radiale Wright R-1820-E Cyclone da 616 hp (459 kW), che gli consentì di raggiungere la velocità di 195 mph (314 km/h) durante le prime prove di volo. Successivamente venne adottato la versione più potente R-1820-F da 750 hp (560 kW) che gli permise di incrementarne le prestazioni fino a toccare i 201 mph (323 km/h), più di quanto erano in grado di volare i caccia allora in servizio operativo alla U.S. Navy.
La commissione esaminatrice espresse una entusiasta valutazione positiva che determinò, il 19 dicembre 1932, l'emissione di un ordine per la fornitura di 27 esemplari biposto a cui venne assegnata la denominazione FF-1 (G-5). Nel frattempo la Grumman terminò un secondo prototipo (A8940) destinata al ruolo di ricognizione (scout) a cui venne data la designazione XSF-1 (G-6). In questa configurazione venne emesso un nuovo ordine per la fornitura di 33 esemplari SF-1. La differenza tra i due modelli riguardava essenzialmente un diverso equipaggiamento interno e la motorizzazione, un R-1820-84 Cyclone, differente dal R-1820-78 installato sulla versione da caccia. Un successivo prototipo, designato XSF-2, venne completato dotandolo di un radiale Pratt & Whitney R-1830 Wasp in sostituzione del Wright.

## Varianti
XFF-1
prototipo realizzato in un solo esemplare, serial number A8878.
FF-1
versione originale, biposto navalizzata, destinata alla U.S. Navy, realizzata in 27 esemplari.
FF-2
25 esemplari dei 27 originari FF-1 dotati di doppi controlli, convertiti dalla Naval Aircraft Factory, ed usati come addestratori caccia.
XSF-1
secondo prototipo, serial number A8940.
SF-1
versione da ricognizione marittima biposto, destinata alla U.S. Navy, realizzata in 33 esemplari.
XSF-2
un SF-1 modificato e dotato di motorizzazione Pratt & Whitney R-1535-72 Twin Wasp Junior da 650 hp (485 kW) accoppiato ad un'elica Hamilton Standard.
G23 Goblin
57 FF-1 prodotti su licenza dalla canadese Canadian Car & Foundry Company.
XSBF-1
un XSF-2 modificato dotandolo di una struttura triangolare posta sotto il motore per il trasporto di una bomba da 500 lb (227 kg) o due da 100 lb (45 kg); primo volo il 18 febbraio 1936.

## Utilizzatori
Canada
- Royal Canadian Air Force

 Giappone
- Dai-Nippon Teikoku Kaigun Kōkū Hombu

un G23 Goblin di costruzione canadese ridesignato AXG
 Nicaragua
- Cuerpo Militar de Aviación

 Spagna
- Fuerzas Aéreas de la República Española

 Stati Uniti
- United States Navy

## Esemplari attualmente esistenti
Un esemplare è attualmente esposto presso le strutture museali del National Naval Aviation Museum di Pensacola, Florida (USA).